# Serra de Maracaju

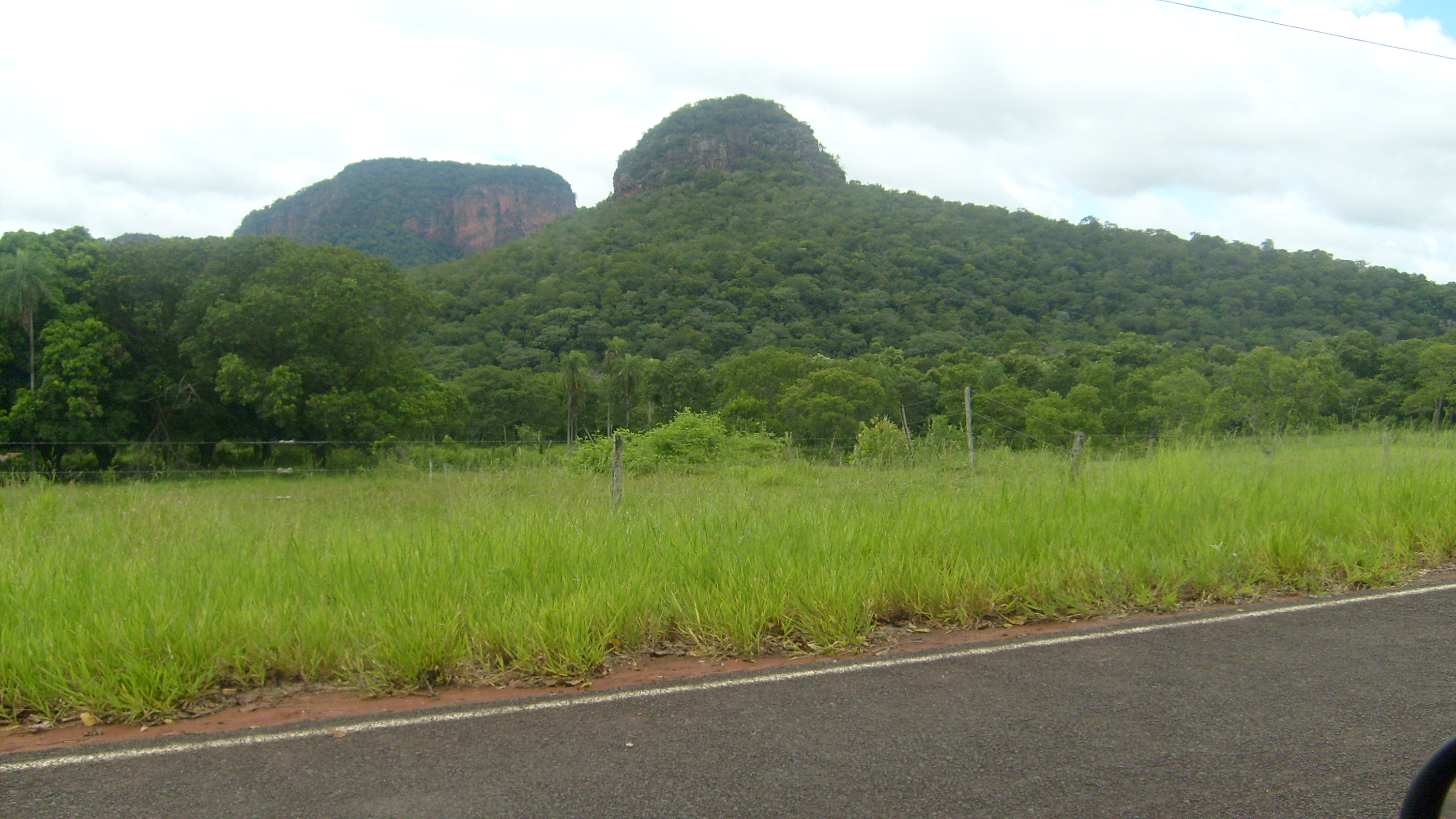
Morro do Chapéu, no município de Aquidauana. Vista da BR 262. O morro compõe a parte mais ocidental da Serra, próximo ao início da Bacia do Pantanal.

A serra de Maracaju é uma serra que divide o estado do Mato Grosso do Sul em dois, a oeste da capital, Campo Grande. A leste ficam os campos de cerrado, enquanto se inicia, a oeste, o Pantanal sul-matogrossense. As maiores altitudes da serra estão por volta de 750m, nas proximidades do município de Aquidauana. A composição rochosa basicamente é formada por arenito. Esse tipo de material também pode ser encontrado na serra de Botucatu no estado de São Paulo, uma vez que o município paulista compõe parte da vertente oriental da bacia geológica do Paraná.
Entre Campo Grande e Corumbá, na BR 262, há grandes paredões de arenito, que marcam as formações iniciais da Bacia do Paraná, equivalentes geológicos encontrados em outros locais como os arenitos de Vila Velha no estado do Paraná. No norte do estado, no município de Sonora, há também grandes paredões e monumentos geológicos como a Cidade de Pedra. Ao longo da BR 163 pode-se observar a extensão quase norte-sul da Serra, sendo visível desde o município de Sidrolândia, quando-se ainda está na parte superior do planalto, até a descida da Serra, entre os múnicipios de São Gabriel do Oeste e Rio Verde, e depois a BR continua próxima a diversos paredões rochosos até subir novamente o planalto no município de Sonora.
A composição rochosa basicamente é formada por basaltos cretáceos da formação serra geral (antigos derrames vulcânicos) no topo da Serra, próximo a Campo Grande, Sidrolândia e Maracaju, e a medida que se ruma a oeste, predominam arenitos das formações botucatu, aquidauana, ponta grossa e furnas, respectivamente. As formações mais basais da bacia geológica do Paraná se encontram mais espessas na porção norte do estado, encontrando-se até granitos do Embasamento Pré-Cambriano entre os múnicipios de Aquidauana e Coxim. Na porção sul, predominam as formações superiores da bacia. 
O topo da serra pode ser identificada como o divisor de águas entre as bacias hidrográficas dos rios Paraná e Paraguai, passando pelas cotas mais altas do derrame basáltico na porção sul do estado, e pelos arenitos do grupo Caiuá na porção norte.
No sentido sul-norte, a serra entra no estado de Mato Grosso do Sul vindo do Paraguai, e passa pelos municípios de Antonio João, seguindo pela MS-166, passa no município de Maracaju, depois segue pela BR-060 passando pelo município de Sidrolândia, continua pela BR-060 até Campo Grande a partir daí segue-se pela BR-163 passando por Jaraguari, Bandeirantes, pela localidade chamada Posto São Pedro e é cortada pelo Planalto de São Gabriel, onde finaliza o derrame basáltico. Depois do Planalto de São Gabriel, segue pelos municípios de Camapuã e Alcinópolis, mantendo-se sobre arenitos do Grupo Caiuá, até próximo à tríplice fronteira com os estados de Mato Grosso e Goiás, onde já não marca a divisão das bacias hidrográficas. Seu alinhamento continua aproximadamente dentro do estado de Goiás sobre o nome Serra do Caiapó.
Seguindo-se esse roteiro, nota-se que sempre haverá queda abrupta de altitude no lado Oeste, na maioria das vezes mostrando as escarpas da serra, já para o lado Leste fica o planalto. As cotas de altitude variam de 200 a 400 metros na parte de baixo da serra e de 500 a 700 na parte de cima.
No sentido leste-oeste, a serra serve como divisor natural entre Paraguai e Brasil Passando pelos municípios de Mundo Novo, Japorã, Sete Quedas e Paranhos. No país vizinho ela corta cidades como Salto del Guairá, Corpus Christi, Villa Ygatimí, YpeJhú e Itanará onde é conhecida como Sierra de Maracayú.

## Turismo
O setor turístico está em plena expansão na região, como caminhadas por trilhas, raffting, pesca esportiva, observação de fauna, além do Trem do Pantanal, que percorre um trecho de aproximadamente 200 km entre as cidades de Campo Grande e Miranda. Em Aquidauana, diversos distritos do município se especializaram no ecoturismo como fonte econômica, sendo notórios os distritos de Taboco, Cipolândia e Verde-Limão.